# Mednarodna konvencija o preprečevanju onesnaženja morja z ladij
Konvencija o preprečevanju onesnaženja morja z ladij (angleško International Convention for the Prevention of Pollution from Ships), kratica MARPOL pokriva nesreče in operativno onesnaženje z nafto, kot tudi onesnaženje s kemikalijami, paketi, odpadno vodo, smeti ter onesnaženje zraka.
Mednarodna konvencija MARPOL 73/78 je sestavljena iz konvencije MARPOL 73 in Protokola iz leta 1978, iz česar sledi MARPOL 73/78. To je ena najpomembnejših konvencij, ki zajema problematiko preprečevanja onesnaževanja morskega okolja z ladij. Zajema poglavitne načine onesnaževanja s škodljivimi snovmi, ki jih namenoma ali zgolj naključno povzročajo ladje. Sprejeta je bila v okviru IMO (mednarodna pomorska organizacija v okviru OZN), ki ima sedež v Londonu. Prvič je bila sprejeta leta 1973 in dopolnjena je bila v letu 1978. 
Konvencija ima dva dela. Prvi del je pravniški, drugi pa obsega 5 aneksov. Ti aneksi urejajo določena področja.
Konvencija MARPOL 73/78 se dopolnjuje z naslednjimi prilogami:
- Aneks І. – pravila za preprečevanje onesnaževanja z nafto (olje in zaoljene vode)
- Aneks ІІ. – pravila za preprečevanje onesnaževanja morja s tekočimi strupenimi snovmi
- Aneks ІІІ. – pravila za preprečevanje onesnaževanja s škodljivimi snovmi, ki se prevažajo v zaprti embalaži ali v kontejnerjih, prenosnih rezervoarjih ter v cestnih ali železniških cisternah
- Aneks ІV. – pravila za preprečevanja onesnaževanja z ladijskimi odpadnimi vodami (odplake, fekalne vode)
- Aneks V. – pravila za preprečevanja onesnaževanja s smetmi z ladij ( trdni odpadki, kuhinjski odpadki)

Aneks je začel veljati 31.12.1988. Razčlenjuje različne tipe smeti in določa razdaljo od obale, kjer se odpadke lahko odlaga. Ladje lahko odvajajo trdne odpadke izven 12 milj širokega pasu od obale, če pa so trdni odpadki zmleti pa se jih lahko odlaga izven 3 milj širokega pasu od obale. Za plavajočo embalažo velja prepoved odlaganja v 25 milj širokem pasu od obale. Plastiko in plastične predmete je prepovedano odlagati. V zaprtih morjih je prepovedano odlaganje, ladje lahko odlagajo le zmlete odpadke.